# Nakamura Shichinosuke II
Nakamura Shichinosuke II (二代目 中村 七之助 Nidaime Nakamura Shichinosuke?,  Tokio, Japón, 18 de mayo de 1983), nacido bajo el nombre de Takayuki Namino (波野 隆行 Namino Takayuki?), es un actor kabuki, quien también se desempeña como actor en televisión, películas y teatro. A diferencia de muchos actores kabuki que se especializan en un solo tipo de papel, Nakamura interpreta papeles masculinos (tachiyaku) y femeninos (onnagata).

## Biografía

### Primeros años
Nakamura nació bajo el nombre de Takayuki Namino el 18 de mayo de 1983, en la ciudad de Tokio, Japón. Fue el segundo hijo del célebre actor kabuki, Nakamura Kanzaburō XVIII y su esposa, Yoshie. Tiene un hermano mayor por dos años, Masayuki, quien también es un actor kabuki bajo el nombre de Kankurō VI. Nakamura es miembro del gremio de actores Nakamura-ya, y su familia ha estado dentro del mundo kabuki por más de siete generaciones.
Comenzó a actuar a una edad muy temprana, haciendo su primera aparición en un escenario a la edad de tres años en el teatro Kabuki-za. Recibió formalmente el nombre de Nakamura Shichinosuke II al año siguiente. También interpretó junto a su hermano personajes pequeños en Kadon de futari Momotarō ("Los dos Momotarō van a casa") en el Kabuki-za. Pronto, Nakamura fue considerado como "uno de los jóvenes actores más prometedores del kabuki del siglo XXI".

### Carrera
Ha interpretado roles kabuki en numerosos teatros internacionales, a menudo en la compañía de su padre y hermano como parte del Heisei Nakamura-za, un escenario temporal erigido para un solo conjunto de representaciones por su padre. También se presenta anualmente en Asakusa Kabuki en el Asakusa Kōkaidō, una producción destinada a atraer a la generaciones más jóvenes y fomentar el interés en el kabuki. En 1994, Nakamura apareció en la obra moderna Sukapan. También ha aparecido en series de televisión de NHK como Takeda Shingen (una dramatización de la vida de Shingen) y Genroku Ryoran.
Nakamura se graduó de la escuela secundaria en marzo de 2002 y al año siguiente interpretó el papel del Emperador Meiji en la película de Edward Zwick, El último samurái. El último samurái marcó su debut en la gran pantalla. En 2004, apareció en la versión cinematográfica de la novela Insutooru de Risa Wataya, mientras que en 2005 interpretó a un drogadicto en recuperación del período Edo en la película cómica Mayonaka no Yaji-san Kita-san, basada en un cómic.

## Arresto
Nakamura fue arrestado en enero de 2005 en Bunkyō, Tokio, por golpear a un oficial de policía después de que un taxista alegara que no pagó su boleta estando ebrio. Fue el primer arresto de un actor kabuki desde el arresto de Ichikawa Gonjūrō por un cargo de asesinato en 1871. La posterior controversia que surgió como consecuencia de su arresto prohibió a Nakamura participar en la celebración shūmei de su padre (ceremonia de nombramiento) en marzo de 2005.